# Eumecurus baluchestanica
Eumecurus baluchestanica är en insektsart som beskrevs av Dlabola 1985. Eumecurus baluchestanica ingår i släktet Eumecurus och familjen kilstritar. Inga underarter finns listade i Catalogue of Life.